# 小松塁
小松 塁（こまつ るい、1983年8月29日 - ）は、高知県出身の元プロサッカー選手で、サッカー指導者。セレッソ大阪スポーツクラブ所属。現役時代のポジションはフォワード(センターフォワード)。

## 来歴
関西学院大学時代の2005年にユニバーシアード日本代表に選ばれ、優勝に貢献。
2006年に前年特別指定選手として登録されていたセレッソ大阪に入団したが、シーズン途中の10月に全国地域リーグ決勝大会突破とJFL昇格を目指していた当時Kyuリーグ所属のV・ファーレン長崎に期限付き移籍する。全国地域リーグ決勝大会では小松と同様に期限付き移籍で加入した林祐征とツインタワーを組んでいた。
2007年はC大阪に復帰。当初は出場機会に恵まれなかったものの、シーズン途中から監督に就任したレヴィー・クルピがFWとしての総合的な能力の高さに着目してレギュラーに抜擢、スタメンに定着。古橋達弥と2トップを組んで、古橋の変幻自在な動きをカモフラージュするかのような動きを見せ古橋達弥と2トップを組んで、古橋の変幻自在な動きをカモフラージュするかのような動きを見せて、2人で合計30得点（古橋:18得点、小松:12得点）を挙げた。12得点はチーム2位の数字である。
2008年も当初は出場機会に恵まれなかったが、第8節のロアッソ熊本戦でスタメンに復帰すると、第9節の横浜FC戦から5試合連続でゴールを挙げるなど、スタメン起用に応えて成果を挙げている。
2008年シーズンでは、古橋の負傷もあり、小松が1トップとなり、左に香川真司、右に柿谷曜一朗ないしは白谷建人、後半以降は乾貴士がシャドープレーヤーとなるフォーメーションを組むことが多かった。時として、森島康仁やカイオとツインタワーを組むこともあった。しかし10月のフォーメーション変更後は、カイオにポジションを奪われ、再び控え暮らしが続くようになった。それでも、香川と並んで、チームトップタイの16得点を稼いだ。
2009年も前年末同様の1トップ2シャドーが基本フォーメーションであった。この為、香川・乾の2シャドーを活かすことに徹するカイオと異なり、自ら得点を狙おうとする意識が仇となり、カイオとのスタメン争いで苦戦することとなった。
2012年、川崎フロンターレに移籍。リーグ開幕戦から数試合でスタメン起用されるも結果を残すことができず、監督が相馬直樹から風間八宏に交代した後は殆ど出場機会を与えられなかった。
2013年は大分トリニータに移籍。7月22日、長崎へ2度目の期限付き移籍。
2015年にはギラヴァンツ北九州へ完全移籍。J2リーグでは、前半戦で通算8ゴールを挙げ、第21節から9試合連続ゴールなしだったものの、第30節から第41節の12試合中9試合で計10ゴール 、特に第37節からは5試合連続計6ゴールを挙げ、自身の年間ゴール数最多記録となる年間18ゴールで、同シーズンのJ2リーグゴールランキング3位、日本人選手ではトップとなった。しかし翌2016年は、33試合に出場しながら4ゴールと激減、チームもJ2最下位でJ3降格となる。
2017年は、天皇杯2回戦清水エスパルス戦でチーム唯一のゴールを決めたものの、J3リーグ戦では14試合に出場しながらゴールを挙げられず、同年11月22日、クラブから契約満了により翌年の契約を更新しないことが発表された。同年12月にはJリーグ合同トライアウトに出場した が、新たな所属先を決めることは無かった。
2018年1月30日、現役続行を断念し引退を発表。併せてセレッソから分離された一般社団法人であるセレッソ大阪スポーツクラブに入団し、スクールコーチに就任することが発表された。

## 所属クラブ
ユース経歴
- 1999年 - 2001年 高知県立高知追手前高等学校
- 2002年 - 2005年 関西学院大学
  - 2005年 セレッソ大阪 (特別指定選手)

プロ経歴
- 2006年 - 2011年  セレッソ大阪
  - 2006年10月 - 同年終了  V・ファーレン長崎 (期限付き移籍)
- 2012年  川崎フロンターレ
- 2013年 - 2014年  大分トリニータ
  - 2013年7月 - 2014年  V・ファーレン長崎 (期限付き移籍)
- 2015年 - 2017年  ギラヴァンツ北九州

## 個人成績
| 国内大会個人成績 | 国内大会個人成績 | 国内大会個人成績 | 国内大会個人成績 | 国内大会個人成績 | 国内大会個人成績 | 国内大会個人成績 | 国内大会個人成績 | 国内大会個人成績 | 国内大会個人成績 | 国内大会個人成績 | 国内大会個人成績 |
| 年度             | クラブ           | 背番号           | リーグ           | リーグ戦         | リーグ戦         | リーグ杯         | リーグ杯         | オープン杯       | オープン杯       | 期間通算         | 期間通算         |
| 年度             | クラブ           | 背番号           | リーグ           | 出場             | 得点             | 出場             | 得点             | 出場             | 得点             | 出場             | 得点             |
| 日本             | 日本             | 日本             | 日本             | リーグ戦         | リーグ戦         | リーグ杯         | リーグ杯         | 天皇杯           | 天皇杯           | 期間通算         | 期間通算         |
| ---------------- | ---------------- | ---------------- | ---------------- | ---------------- | ---------------- | ---------------- | ---------------- | ---------------- | ---------------- | ---------------- | ---------------- |
| 2006             | C大阪            | 15               | J1               | 1                | 0                | 0                | 0                | -                | -                | 1                | 0                |
| 2006             | 長崎             | 38               | 九州             | 0                | 0                | -                | -                | -                | -                | 0                | 0                |
| 2007             | C大阪            | 15               | J2               | 32               | 12               | -                | -                | 2                | 0                | 34               | 12               |
| 2008             | C大阪            | 15               | J2               | 32               | 16               | -                | -                | 1                | 0                | 33               | 16               |
| 2009             | C大阪            | 15               | J2               | 35               | 6                | -                | -                | 1                | 0                | 36               | 6                |
| 2010             | C大阪            | 15               | J1               | 23               | 2                | 5                | 2                | 1                | 0                | 29               | 4                |
| 2011             | C大阪            | 15               | J1               | 23               | 5                | 1                | 0                | 3                | 1                | 27               | 6                |
| 2012             | 川崎             | 17               | J1               | 12               | 0                | 2                | 0                | 1                | 0                | 15               | 0                |
| 2013             | 大分             | 9                | J1               | 5                | 1                | 2                | 0                | -                | -                | 7                | 1                |
| 2013             | 長崎             | 34               | J2               | 12               | 4                | -                | -                | 1                | 0                | 13               | 4                |
| 2014             | 長崎             | 40               | J2               | 30               | 4                | -                | -                | 3                | 1                | 33               | 5                |
| 2015             | 北九州           | 25               | J2               | 41               | 18               | -                | -                | 2                | 1                | 43               | 19               |
| 2016             | 北九州           | 25               | J2               | 33               | 4                | -                | -                | 0                | 0                | 33               | 4                |
| 2017             | 北九州           | 25               | J3               | 14               | 0                | -                | -                | 1                | 1                | 15               | 1                |
| 通算             | 日本             | 日本             | J1               | 64               | 8                | 10               | 2                | 5                | 1                | 79               | 11               |
| 通算             | 日本             | 日本             | J2               | 215              | 64               | -                | -                | 10               | 2                | 225              | 66               |
| 通算             | 日本             | 日本             | J3               | 14               | 0                | -                | -                | 1                | 1                | 15               | 1                |
| 通算             | 日本             | 日本             | 九州             | 0                | 0                | -                | -                | -                | -                | 0                | 0                |
| 総通算           | 総通算           | 総通算           | 総通算           | 293              | 72               | 10               | 2                | 16               | 4                | 319              | 78               |

※2005年は特別指定選手登録
| 国際大会個人成績 | 国際大会個人成績 | 国際大会個人成績 | 国際大会個人成績 | 国際大会個人成績 |
| 年度             | クラブ           | 背番号           | 出場             | 得点             |
| AFC              | AFC              | AFC              | ACL              | ACL              |
| ---------------- | ---------------- | ---------------- | ---------------- | ---------------- |
| 2011             | C大阪            | 15               | 6                | 1                |
| 通算             | AFC              | AFC              | 6                | 1                |

- Jリーグ初出場 - 2006年8月12日 J1第17節・対大宮アルディージャ (長居スタジアム)
- Jリーグ初得点 - 2007年5月23日 J2第17節・対水戸ホーリーホック (笠松運動公園陸上競技場)

## 代表歴
- 2005年 ユニバーシアードイズミル大会、サッカー日本代表
- 2005年 東アジア競技大会、サッカー日本代表

## 指導歴
- 2018年 - セレッソ大阪
  - 2018年 - 2018年5月 スクールコーチ
  - 2018年6月 - 2018年 レディース・ガールズコーチ／スクールコーチ
  - 2019年 - 2022年 U-15 コーチ
  - 2023年 - 2024年 U-18 コーチ
  - 2025年 - トップチーム コーチ